# 塩塚忠美
塩塚 忠美（しおづか ただみ、1904年（明治37年）2月8日 - 没年不詳）は、日本の実業家。ニチボー第8代社長、ユニチカ第2代会長。

## 経歴
長崎県出身。1926年（大正15年）大阪高等工業学校機械科（現大阪大学）を卒業し、大日本紡績入社。1956年（昭和31年）取締役。1959年（昭和34年）常務取締役。
ブラジル現地の事情に精通していた原乙彦らによって大日本紡績のブラジル進出の準備が進められていた中、1960年8月9日、工場建設の先遣隊として、塩塚（常務）は、市居誠一（ニチボーブラジル初代社長）らと現地に向かった。ちょうどこの年の10月、第3回世界バレーボール大会（女子）がブラジルで開催され、日本代表チーム（東洋の魔女が主力メンバー）のコーチとなった大松博文と選手たちが、アメリカーナ (英語) に先遣隊を訪ね、互いに励ましあった。
1962年（昭和37年）取締役副社長。1968年（昭和43年）12月23日、ニチボー第8代社長に就任、日本レイヨンとの合併にあたり、1969年、合併後のユニチカ副社長に就任。1970年（昭和45年）4月30日、ユニチカ会長に就任。1974年（昭和49年）ユニチカ顧問に就任。